# Aeschynanthus cardinalis
Aeschynanthus cardinalis là một loài thực vật có hoa trong họ Tai voi. Loài này được (Copel. ex Merr.) Schltr. mô tả khoa học đầu tiên năm 1923.